# BMW 109-718
BMW 109-718はBMW社が第二次世界大戦中にドイツのBruckmühlの施設で開発した液体燃料ロケットエンジンである。

## 概要
109-718は短距離で高速に達して速やかに離陸するための補助ロケット(RATO)として設計され、アメリカでは戦後、"mixed power" と呼ばれた。BMW 003ジェットエンジンの派生機種である003Rに備えられ、推力1,250 kg (2,760 lb)を出した。対にして装備されたと見られる。JATOとは異なり781は使い捨て式ではなかった。
ロケットエンジンは内部と外部に燃焼室を備え、螺旋状の管を通って供給される硝酸燃料によって冷却された。遠心式燃料ポンプによって酸化剤である硝酸と炭化水素燃料が供給され、圧力735 psi (5,070 kPa) 毎秒5.5 kg (12 lb)供給され、推力は 1,000 kg (2,200 lb)だった。離陸時に718の燃料ポンプはジェットエンジンから駆動され、3,000 rpmで回転した。
終戦前に2基の718を装備したメッサーシュミット Me262C-2b Heimatschützer (Home Defender) が試験され、上昇率は 9,150 m (30,020 ft) までちょうど3分だった。109-718もまた同様にHe 162Eで試験されたがこの試験の結果は定かではない。
ドイツはロケットをジェット航空機と同じ燃料でまかなう事を望んだ形跡がある。
戦争の終結により20基の109-718エンジンのみが完成して、それぞれ完成まで100時間費やした。

## 仕様
一般的特性
- 形式: 液体燃料ロケットエンジン
- 全長:
- 直径:
- 乾燥重量:

構成要素
- 圧縮機:
- 燃焼器: 触媒でハイパーゴリックに点火して単一の燃焼室で燃焼
- 使用燃料: J-2 ディーゼル燃料と赤煙硝酸 (RFNA / S-Stoff) 酸化剤を触媒と共に噴射

性能
- 推力: 12.2625 kN (2,756.7 lbf)
- 燃料消費率: 0.561 kg/kN/s (12.125 lb/lbf/s)
- 出力重量比:

出典: Christopher, John.  The Race for Hitler's X-Planes. The Mill, Gloucestershire:  History Press, 2013.